# Picramnia
Picramnia är ett släkte av tvåhjärtbladiga växter. Picramnia ingår i familjen Picramniaceae.

## Bildgalleri

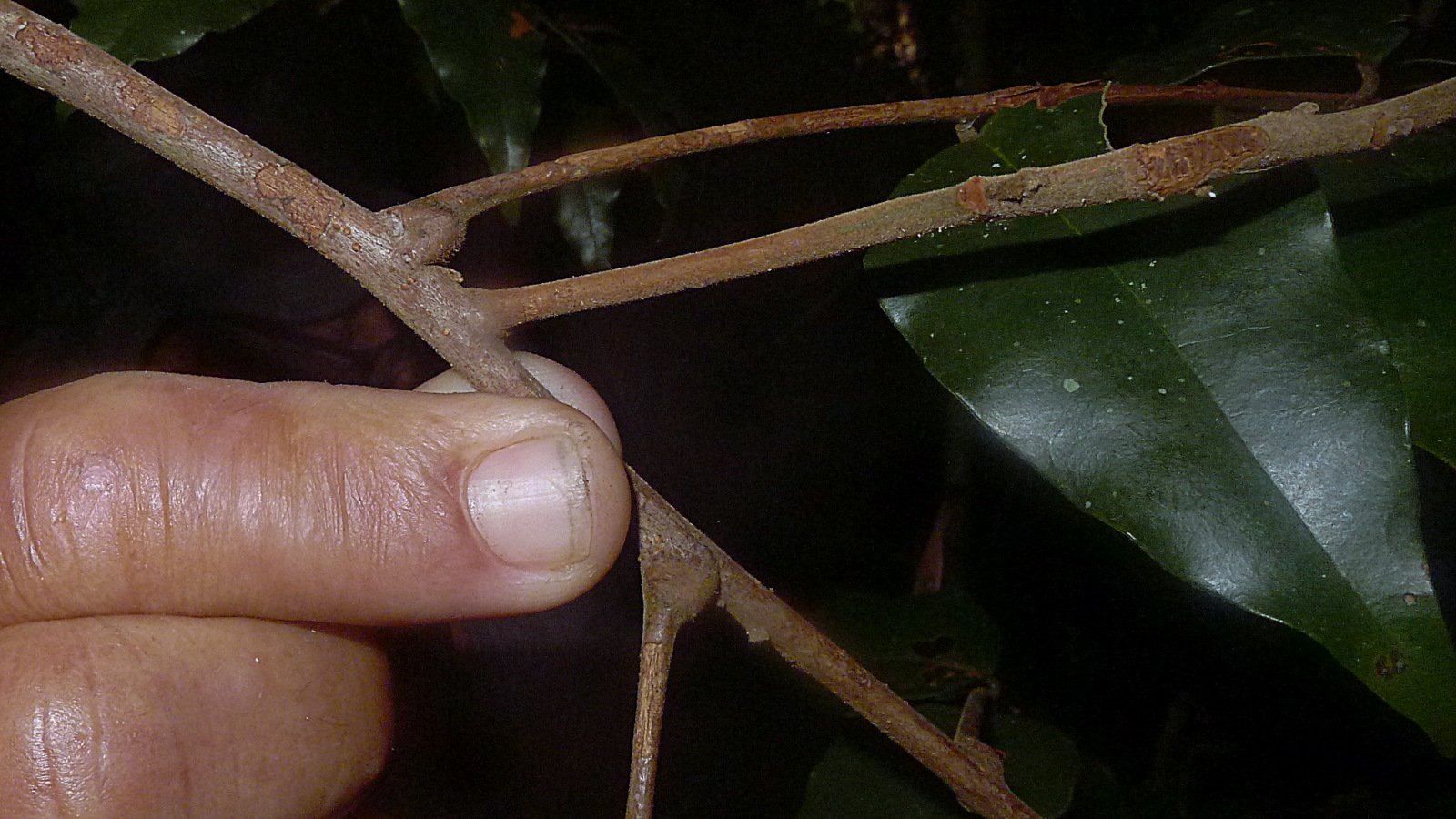
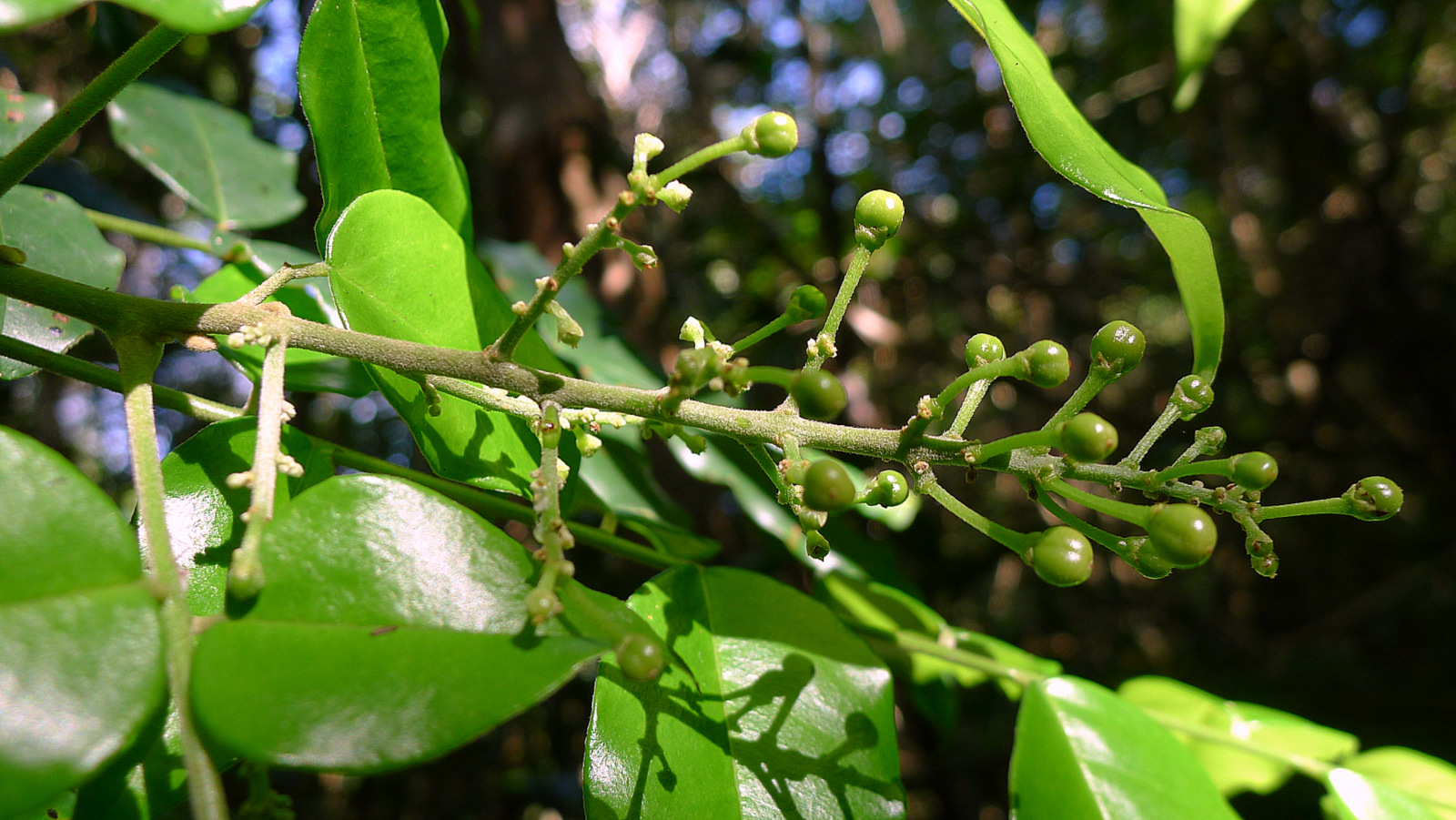
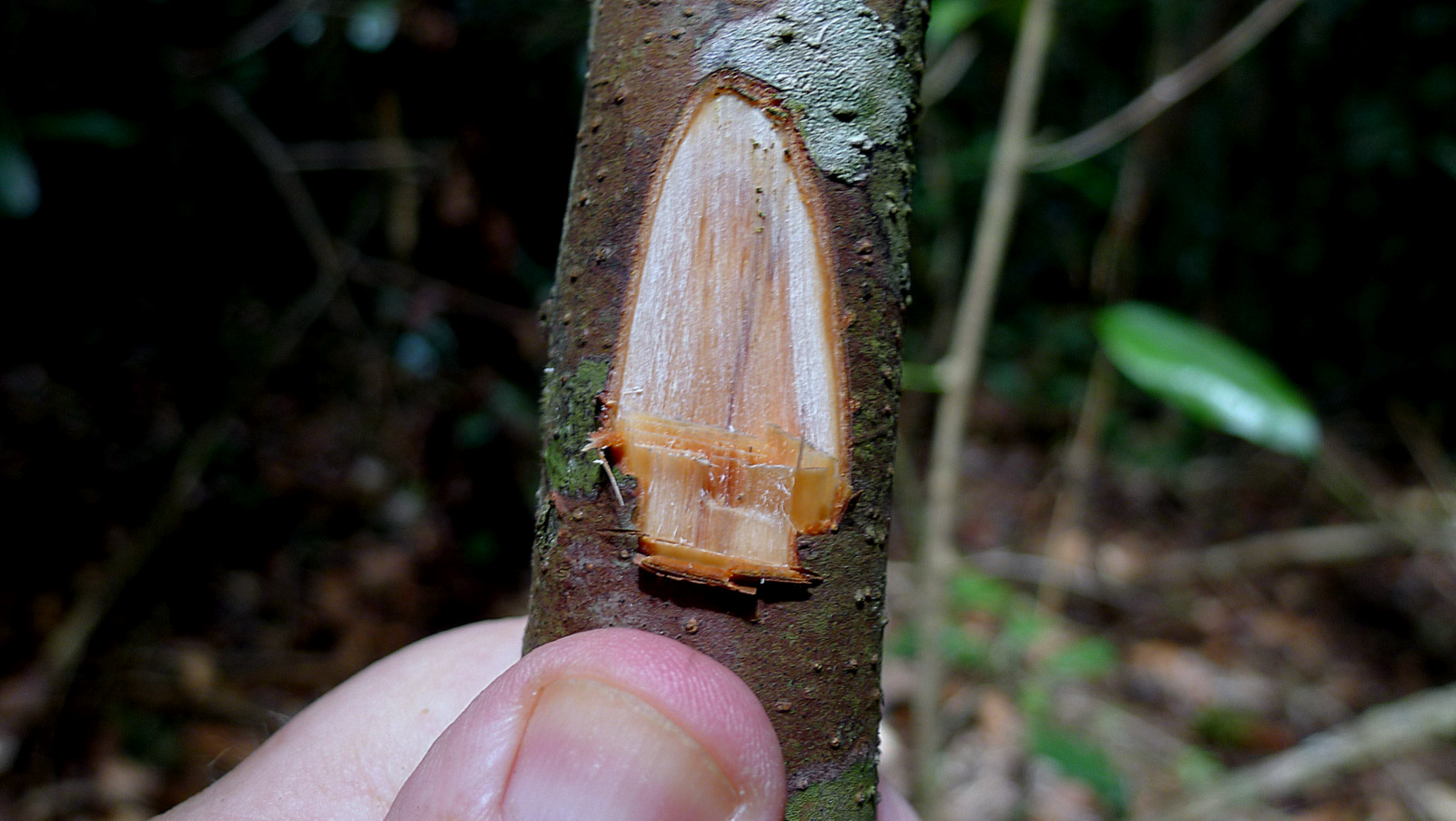
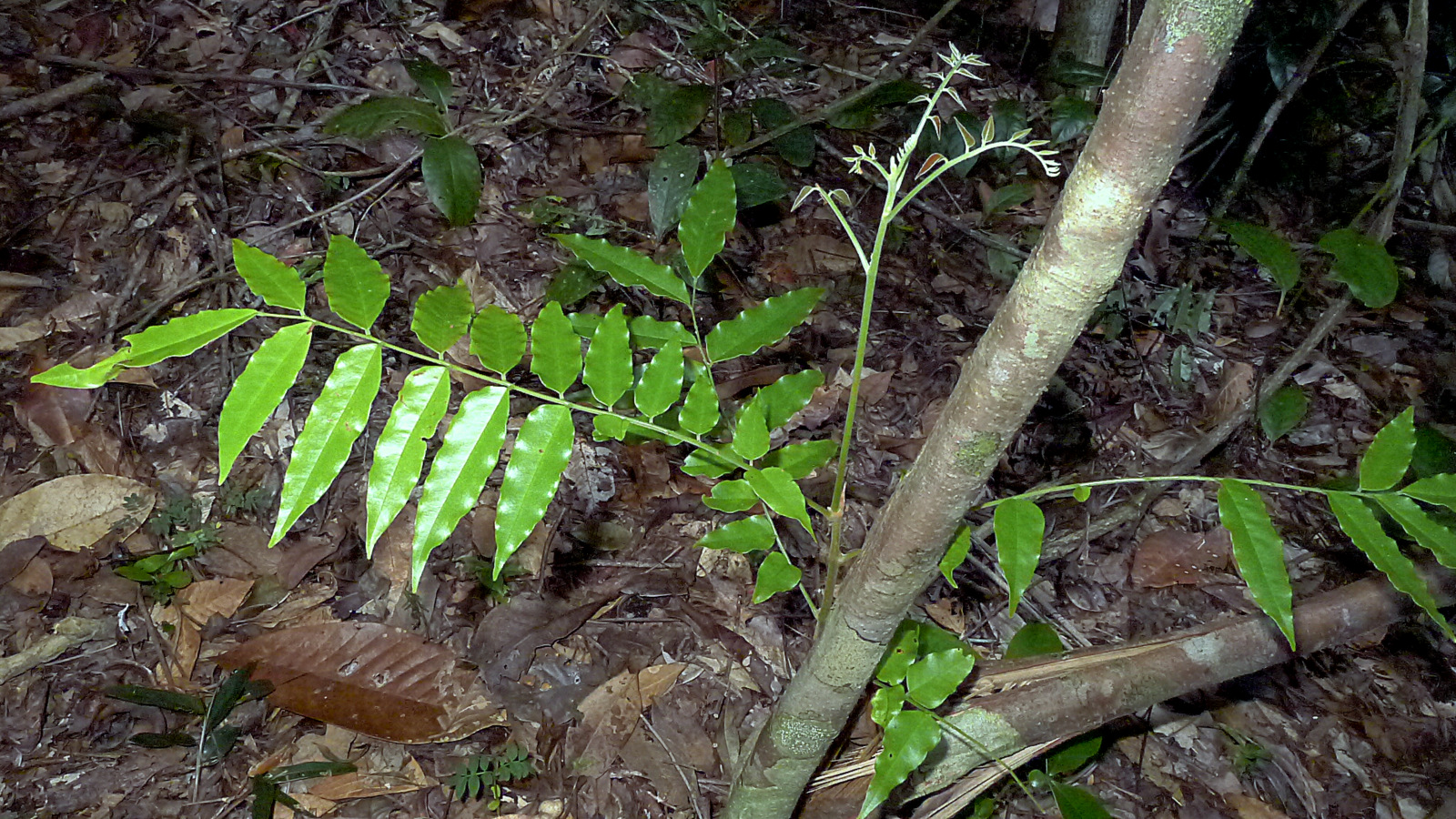
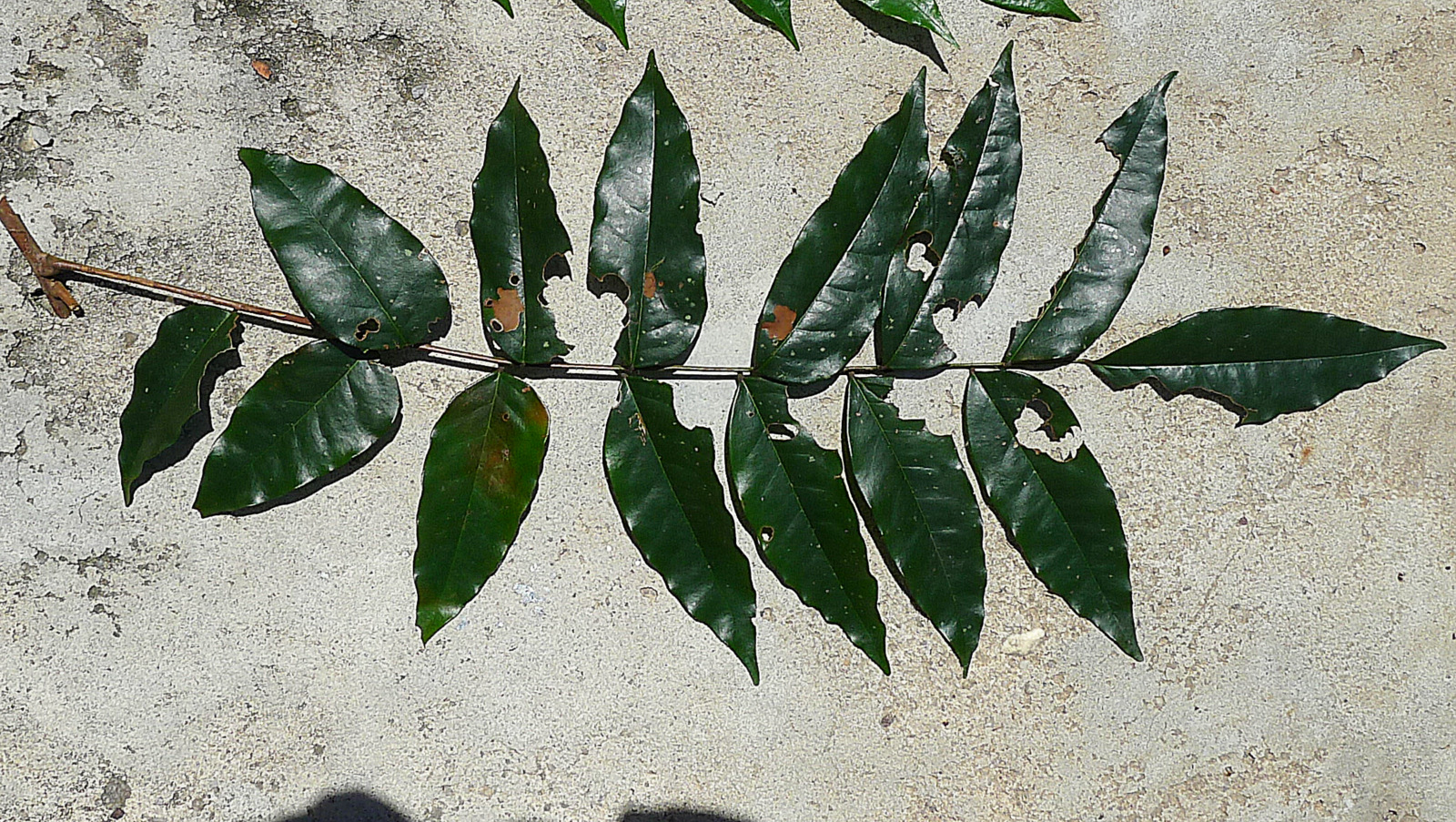
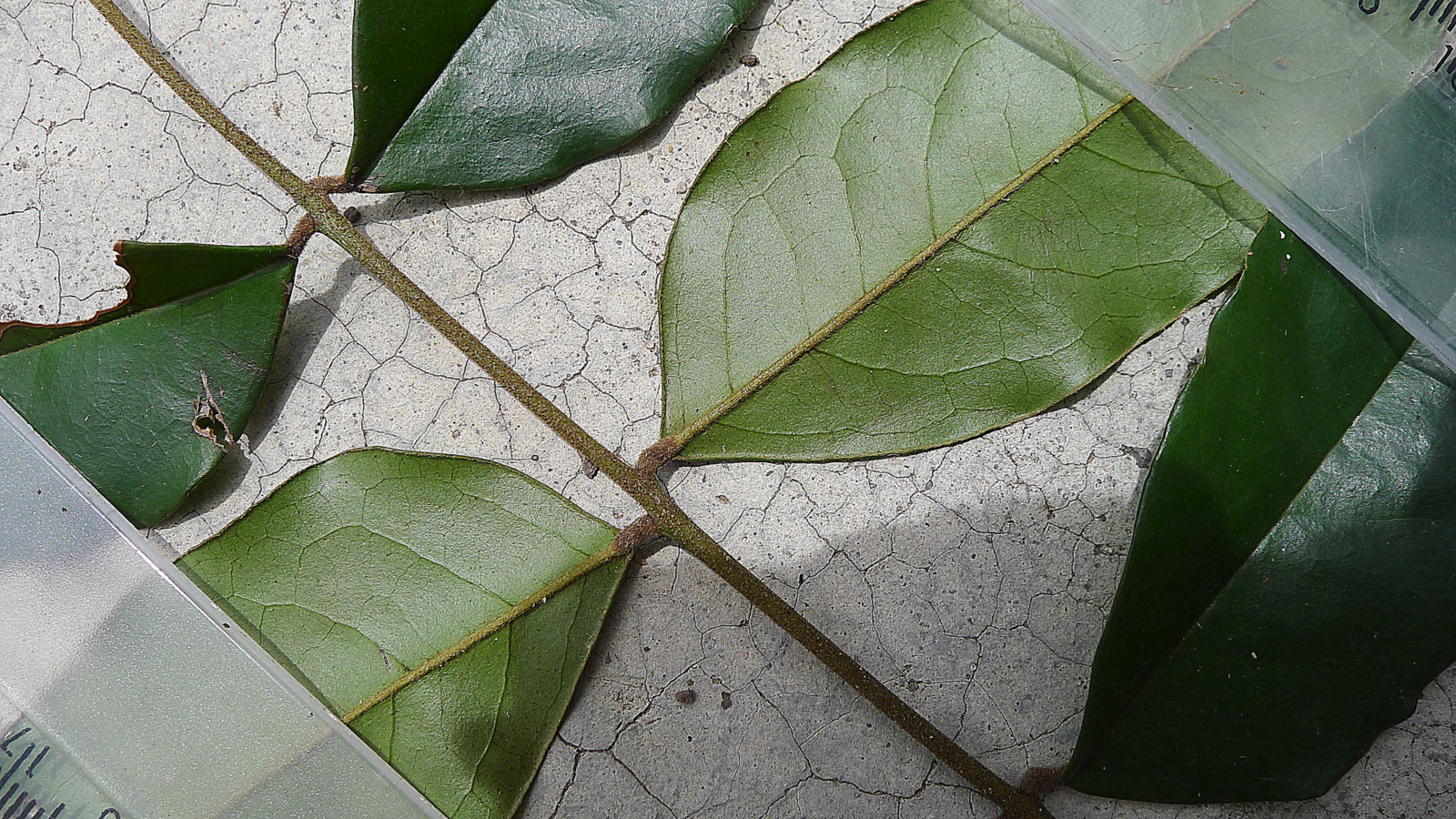

## Dottertaxa tillPicramnia, i alfabetisk ordning[1]
- Picramnia andrade-limae
- Picramnia antidesma
- Picramnia apetala
- Picramnia bahiensis
- Picramnia bullata
- Picramnia camboita
- Picramnia campestris
- Picramnia caracasana
- Picramnia ciliata
- Picramnia coccinea
- Picramnia connarioides
- Picramnia deflexa
- Picramnia dictyoneura
- Picramnia dolichobotrya
- Picramnia elliptica
- Picramnia emarginata
- Picramnia excelsa
- Picramnia ferrea
- Picramnia gardneri
- Picramnia glazioviana
- Picramnia gracilis
- Picramnia grandifolia
- Picramnia guerrerensis
- Picramnia guianensis
- Picramnia hirsuta
- Picramnia juniniana
- Picramnia killipii
- Picramnia latifolia
- Picramnia longifolia
- Picramnia macrocarpa
- Picramnia magnifolia
- Picramnia nuriensis
- Picramnia oreadica
- Picramnia parvifolia
- Picramnia pentandra
- Picramnia polyantha
- Picramnia ramiflora
- Picramnia reticulata
- Picramnia sellowii
- Picramnia sphaerocarpa
- Picramnia teapensis
- Picramnia tetramera
- Picramnia tumbesina
- Picramnia villosa
- Picramnia xalapensis